# Max Rölz
Max Rölz (* 17. Juli 1897 in Hammerbrücke, Vogtland; † 19. Juni 1980) war ein deutscher Politiker (KPD/SED) und Gewerkschafter.

## Leben
Rölz, Sohn eines Brunnenbauers, arbeitete nach dem Besuch der Volksschule als Weber und Zimmermann. Seit 1915 war er gewerkschaftlich organisiert. 1916 wurde er als Soldat zum Kriegsdienst einzogen. 1917 erlitt er eine schwere Gasvergiftung. 1919 wurde er Mitglied der KPD, später auch der Roten Hilfe und der RGO. Ab 1927 war er Vorsitzender der KPD-Ortsgruppe in Falkenstein sowie Stadtverordneter ebendort. Anfang der 1930er Jahre besuchte Rölz eine militärpolitische Schule in der Sowjetunion. Anschließend war er von 1932 bis 1933 Leiter des Nachrichtendienstes der KPD-Bezirksleitung Sachsen. 
Nach 1933 beteiligte er sich am Widerstand gegen den Nationalsozialismus und wurde zu drei Jahren Zuchthaus verurteilt. Nach Verbüßung seiner Strafe wurde er anschließend ins KZ Buchenwald verbracht. Nach seiner Entlassung 1939 arbeitete Rölz als Landwirt. 1944 wurde er erneut verhaftet und ins KZ Sachsenhausen eingeliefert.
Nach seiner Befreiung wurde er 1945 Vorsitzender der KPD in Auerbach (Vogtland) und leitete später die dortige Polizei. Seit 1946 Mitglied der SED, war er von 1947 bis 1952 Erster Sekretär der SED-Kreisleitung Auerbach. 1952/53 war er Vorsitzender der Bezirksparteikontrollkommission (BPKK) und Mitglied des Büros der SED-Bezirksleitung Leipzig, zwischen 1953 und 1958 Vorsitzender der BPKK und Mitglied des Büros der SED-Bezirksleitung Erfurt. Von 1958 bis 1960 war er schließlich Vorsitzender des Bezirksvorstandes der IG Bau-Holz in Erfurt. Rölz war Mitglied des Komitees der Antifaschistischen Widerstandskämpfer der Kreise Auerbach/Reichenbach.

## Auszeichnungen und Ehrungen
- Rölz erhielt den Vaterländischen Verdienstorden in Bronze (1955), in Silber (1972)[1] und in Gold[2] sowie die Verdienstmedaille der DDR und war Träger der Medaille für Kämpfer gegen den Faschismus 1933 bis 1945.
- Zu DDR-Zeiten war in Auerbach eine Straße, in Bergen (Vogtland) eine Oberschule und in Grünbach die Freiwillige Feuerwehr nach Max Rölz benannt.

## Werke
- Die Aktivisten der ersten Stunde. In: Kulturspiegel für den Kreis Auerbach (1961), S. 37–40.
- November 1918 im Kreis Auerbach. In: Kulturspiegel für den Kreis Auerbach (1968), S. 134–136.